# هیلدا کلایتون
هیلدا اول. اورتیز کلایتون (به انگلیسی: Hilda I. Ortiz Clayton؛ زاده ۲۱ مه ۱۹۹۱ - درگذشت ۲ ژوئیه ۲۰۱۳) عکاس جنگ ارتش آمریکا بود که در سال ۲۰۱۳ در اثر انفجار خمپاره‌انداز در یک اردوگاه آموزشی نیروهای افغان، کشته‌شد. او در لحظات پایانی عمرش از انفجاری که خودش و چهار سرباز افغان را کشت، عکس گرفت. او در گروهان پنجاه‌وپنجم مخابرات، تیپ بیست‌ویکم مخابرات در فرت مید، مریلند بود.

## نگارخانه

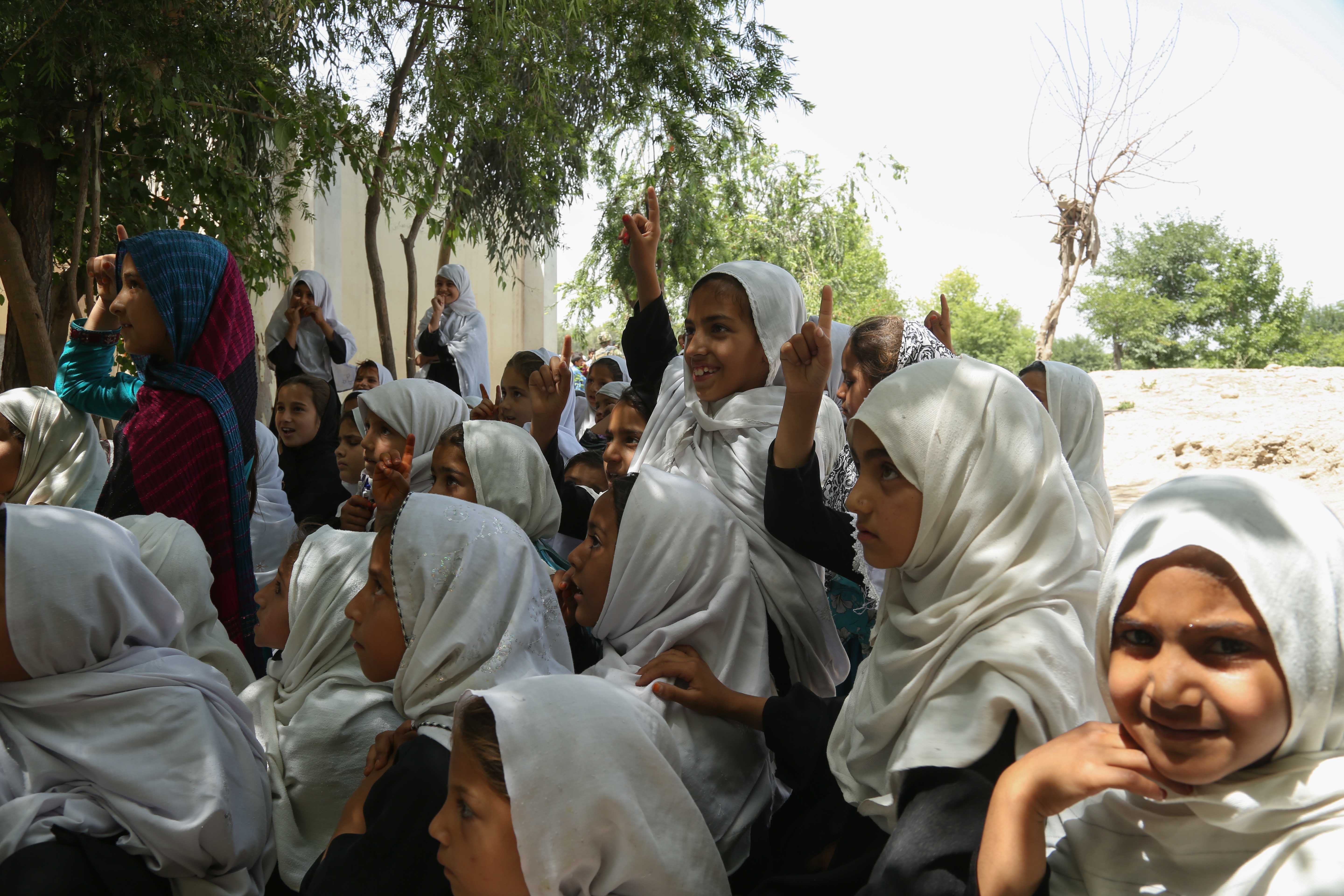
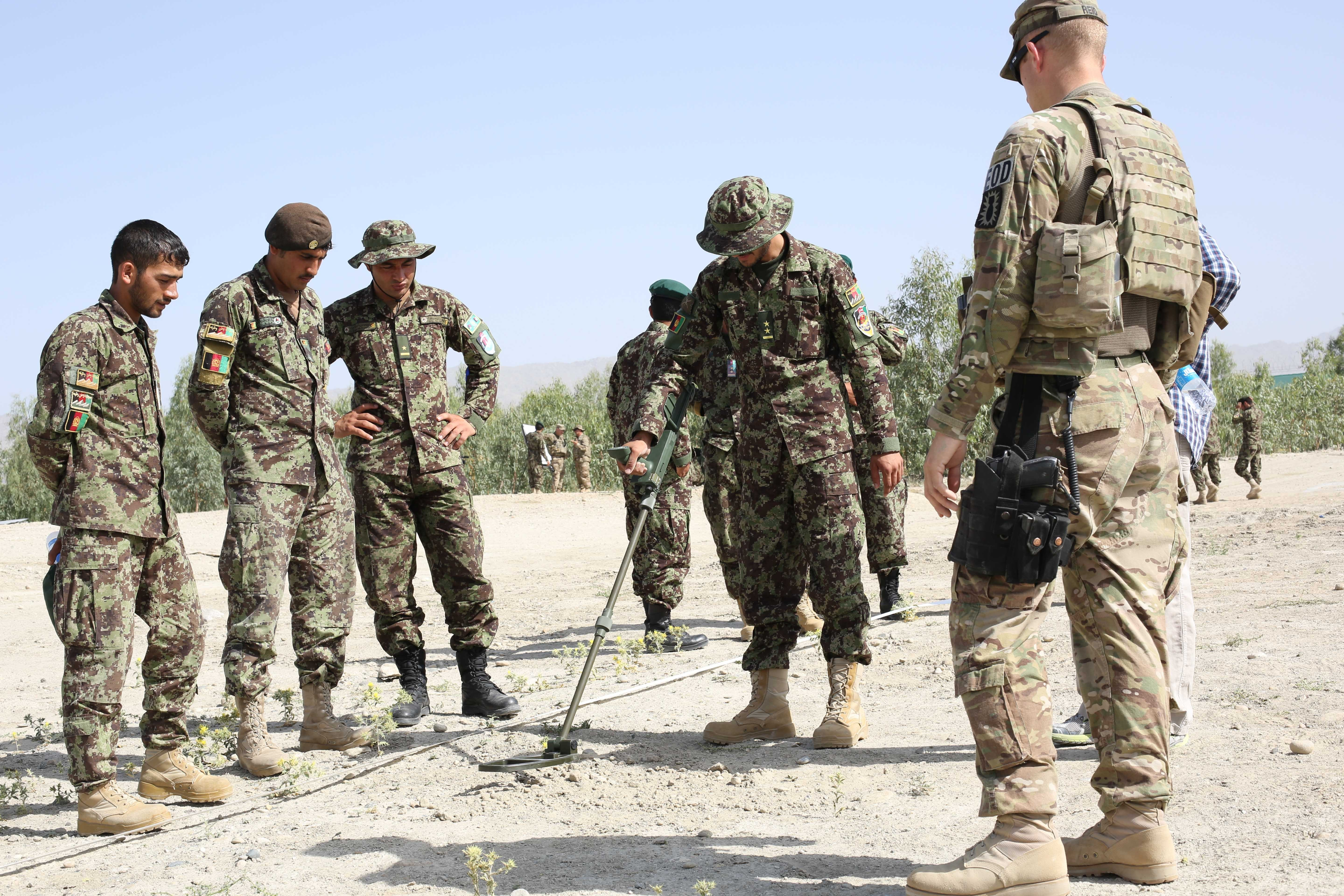
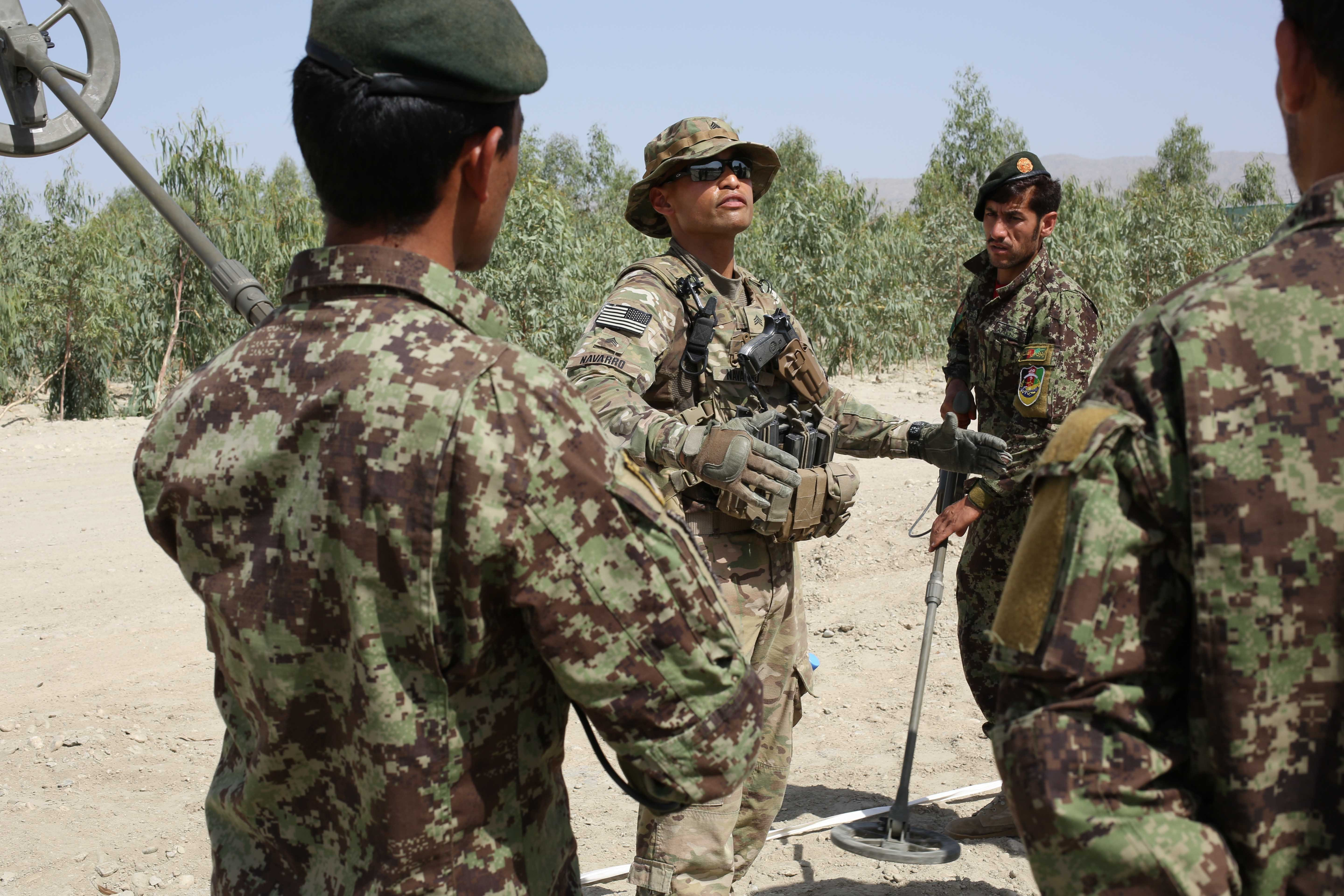
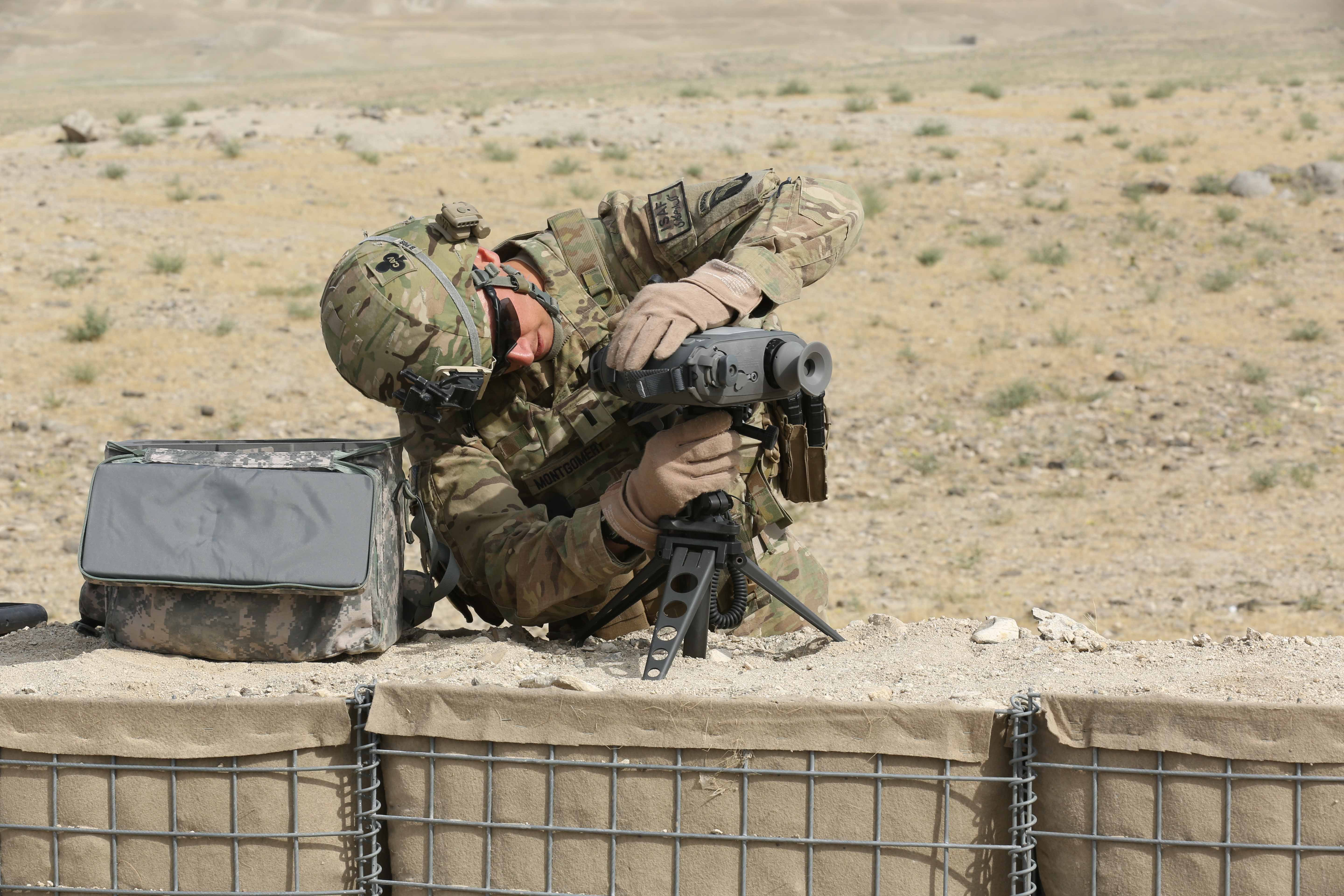
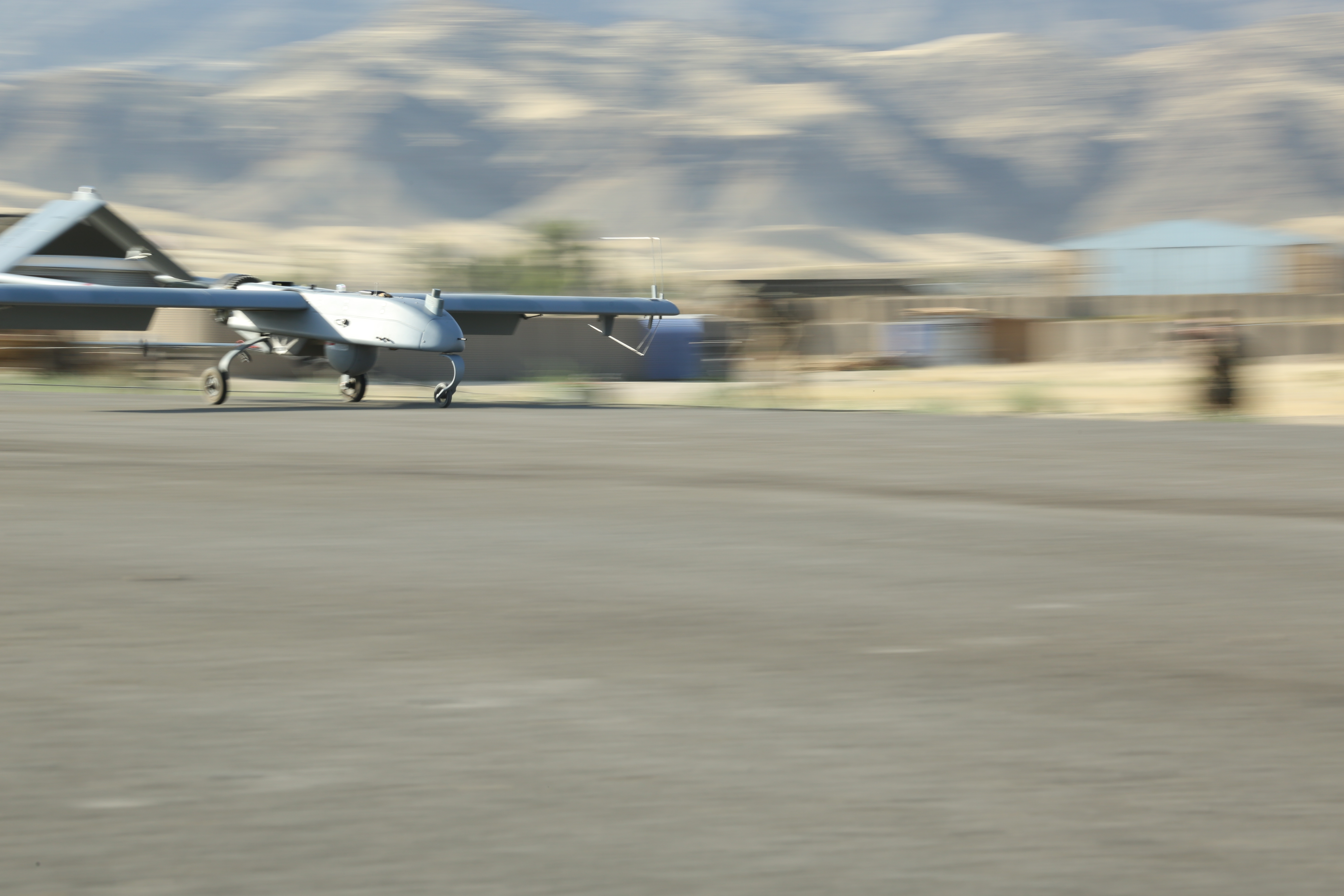

## اوایل زندگی
کلایتون در ۲۱ مه ۱۹۹۱ در آگوستا، جورجیا متولد شد. او در سال ۲۰۰۹ از دبیرستان وست‌ساید در آگوستا فارغ‌التحصیل شد. کلایتون از تبار پورتوریکویی است.

## خدمت در ارتش

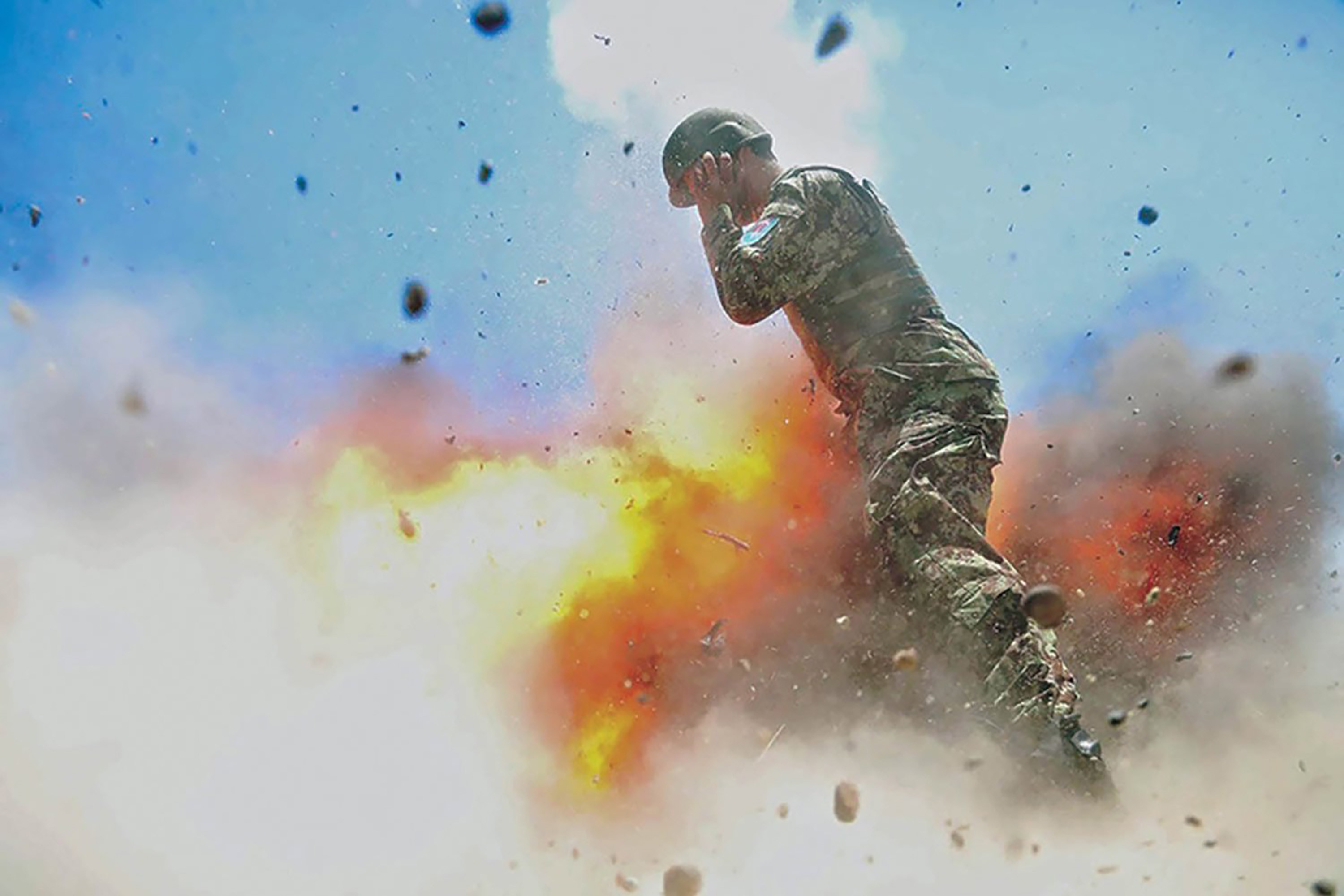
عکس کلایتون از انفجار خمپاره‌انداز

او در ۲ ژوئیه ۲۰۱۳ در اردوگاه آموزشی سربازان افغان در جلال‌آباد مشغول تهیه عکس بود. او مشغول عکاسی از شلیک یک خمپاره‌انداز بود اما خمپاره درون لوله خمپاره‌انداز منفجر شد. کلایتون و یک سرباز افغان همزمان از این انفجار عکس گرفتند.
منابع مختلف در مورد اینکه چه کسی کدام تصویر را گرفته‌است، اختلاف نظر دارند. استارز اند استرایپز، میلتری ریویو، سی‌بی‌اس نیوز و فاکس نیوز عکس بالا را به کلایتون نسبت داده‌اند. دیلی میل و آرمی تایمز تصویر دیگری را به کلایتون نسبت می‌دهد.
عکس کلایتون در مه ۲۰۱۷ در مجله نظامی میلیتری ریویو با اجازه خانواده‌اش منتشرشد و توجه بسیاری از رسانه‌ها از سراسر جهان ازجمله نیویورک تایمز، بی‌بی‌سی و مجله تایم را به خود جلب کرد.
گروهان پنجاه‌وپنجم مخابرات برای بزرگداشت هیلدا کلایتون جایزه سالانه رقابتی خود در زمینه عکاسی جنگ را به او دادند.